# Effetto livellante
L'effetto livellante è il fenomeno per cui acidi o basi forti (cioè presenti in soluzione interamente sotto forma di ioni liberi solvatati) presentano nel solvente acqua tutti valori estremamente alti delle costanti di equilibrio, tali che ai fini pratici possono considerarsi ognuno egualmente forte in ambiente acquoso.
Per avere un'idea degli ordini di grandezza della Ka dei principali acidi in solvente acquoso a 25 °C, ecco i valori delle relative coppie acido-base:
- Acido perclorico HClO4-ClO4- → Ka = 1010
- Acido iodidrico HI-I- → Ka = 1010
- Acido cloridrico HCl-Cl- → Ka = 107
- Acido solforico H2SO4-HSO4- → Ka = 103
- Acido nitrico HNO3-NO3- → Ka = 102
- Ione idronio H3O+-H2O → Ka = 102

In ultima analisi, si può affermare che gli ioni H3O+ generati da acidi totalmente dissociati e ioni OH- generati da basi forti sono praticamente i fattori "livellanti" generati dal solvente acqua, in quanto uguale è l'entità delle dissociazioni in oggetto.
È bene inoltre ricordare che in solventi con basicità diversa dall'acqua i relativi equilibri di dissociazioni sono ben diversi: ad esempio in acido formico (HCOOH) HClO4 risulta più forte di HBr (in acqua si ha invece l'effetto livellante) perché, essendo scarsissima la tendenza dell'acido formico ad accettare protoni, la forza acida dipende quasi esclusivamente dalla capacità propria dell'acido a cedere protoni.
In ammoniaca liquida, essendo un solvente fortemente basico, anche acidi che in soluzione acquosa risultano debolmente dissociati si comportano da acidi forti.